# Либеров, Роман Александрович
Ро́ма Ли́беров (Рома́н Алекса́ндрович Ли́беров, род. 13 июня 1980, Вильнюс) — российский кинорежиссёр, сценарист, продюсер, учредитель фонда поддержки и сохранения культуры «Улисс».

## Биография
Родился в Литовской ССР.
По собственному признанию, не окончил среднюю школу. Аттестат со всеми тройками помог сделать отец.
В 2007 году окончил Всероссийский государственный институт кинематографии имени С. А. Герасимова по специальности «режиссёр неигрового кино» (мастерская Тенгиза Семёнова), стажировался на телеканале Би-би-си в Лондоне, затем работал режиссёром на телевидении.
С 2009 года работал над серией фильмов памяти русских писателей, в которых использовал неигровые и постановочные съёмки, мультипликацию, кукольный и теневой театр, инсталляции, компьютерную графику и т. д. Привлёк для проекта артистов: Армена Джигарханяна, Валентина Гафта, Инну Чурикову, Сергея Маковецкого, Виктора Сухорукова, Чулпан Хаматову, Сергея Пускепалиса и других.
Вёл ежевечернюю программу на радиостанции «Серебряный дождь» (совместно с Владимиром Раевским).
С 2016 года проводил цикл вечеров стихотворений «От Автора», являлся их продюсером и режиссёром. Первые два года вечера проходили в Музее истории ГУЛАГа, а с 2018 года в Новом пространстве Театра наций. Приглашённый поэт не только читал свои избранные произведения, но рассказывает о них и о себе. Каждый вечер подробно снимался, таким образом, создаётся киноархив современной русской поэзии.
Являлся частым гостем рубрики о современных поэтах в программе «Правила жизни» на телеканале «Культура».

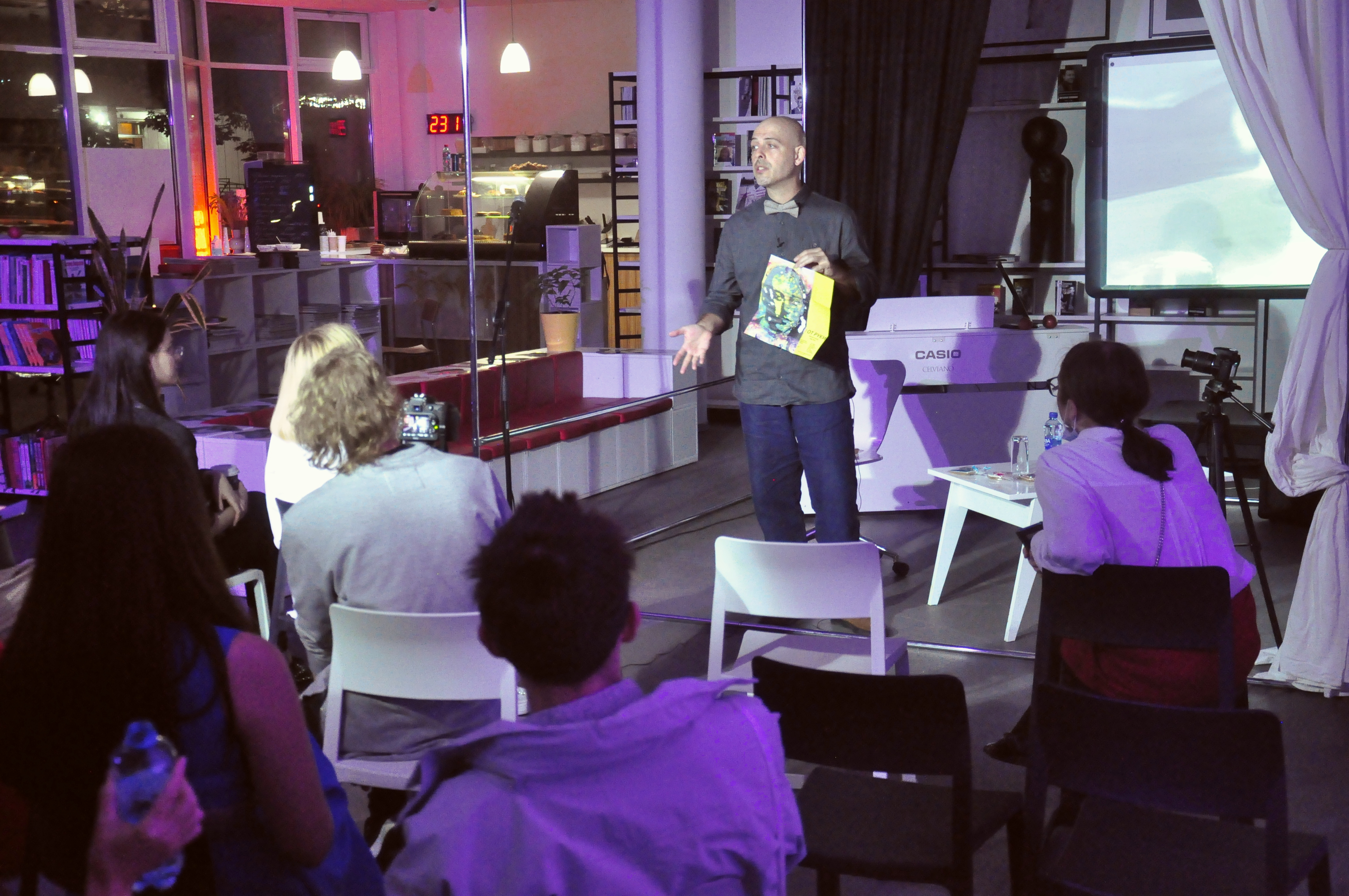
Выступление в московском Медиацентре на Аргуновке, август 2021

Выступает с лекциями о кино, литературе, изобразительном искусстве. Инициатор вечеров памяти поэтов и писателей.
Автор и издатель серии комиксов «От руки», созданных десятками современных молодых художников по избранным поэтическим текстам от Владислава Ходасевича до Дмитрия Пригова. Серия поэтических зинов легла в основу двух выставочных проектов в Доме-музее Марины Цветаевой в 2017 и 2018 годах.
В марте 2020 года совместно с аукционным домом «12-й стул» выступил организатором и куратором аукциона в поддержку журнала «Звезда». Собранные средства, по признанию главного редактора журнала Якова Гордина, позволят прожить журналу до конца года.
В январе 2021 года уехал из России.
13 января 2023 года вышел музыкальный сборник «После России», спродюсированный Либеровым. Сборник содержит песни в исполнении российских музыкантов, уехавших из России после начала вторжения на Украину. Песни написаны на стихи русских поэтов-эмигрантов, покинувших Советскую Россию на «Философском пароходе» в 1922 году. Среди исполнителей Noize MC, Монеточка, Ногу Свело!, Порнофильмы, Наив, RSaC, АлоэВера, Сансара, Tequilajazzz и другие.
5 апреля 2023 года вышло интервью Либерова у Юрия Дудя.
12 декабря 2023 года в качестве автора и продюсера выпустил фильм-концерт «МЫ ЕСТЬ! WE EXIST!».
22 января 2024 года в качестве автора и продюсера выпустил проект «В СУДЕ 9.01.2024» в поддержку Жени Беркович и Светланы Петрийчук — в композиции и видео на стихотворный текст обращения Жени Беркович к суду задействовал Чулпан Хаматову, Наума Блика, Fuze Krec, Влади, Лигалайза и Катерину Гордееву.
15 марта 2024 года внесён Министерством юстиции Российской Федерации в список иноагентов.

## Режиссёрский стиль
В своих работах Либеров сочетает анимацию, кукольный театр, графику, актёрскую игру, фотографию и документальные съёмки. Журналисты называют его стиль квазидокументальным кино. Большое внимание Либеров уделяет музыкальному оформлению своих фильмов. В его картинах звучит музыка групп Гражданская оборона и Shortparis. В визуальном языке режиссёр старается передать литературный стиль писателя, о котором снято кино.
В своём новом фильме Либеров нашёл самый убедительный визуальный язык, позволяющий прочувствовать и платоновскую прозу, и советские реалии, породившие эту прозу. Это язык, отражающий и передающий чувства малограмотных людей, крестьян, которые столкнулись с новой реальностью, миром, где массовые репрессии и уничтожение инакомыслящих людей не только становятся обыденностью, но даже преподносятся как необходимое средство достижения светлого будущего для тех, кто пережил чистки. И хотя пароходы сегодня не отправляются, российским диссидентам снова не рады дома.Александр Мамонтов, кинопродюсер, режиссёр и актёр, основатель международного кинофестиваля «Фестиваль Фестивалей», The Moscow Times

## Фильмография
- 2009 — Юрий Олеша. По кличке «Писатель»
- 2010 — Иосиф Бродский. Разговор с небожителем
- 2011 — Один день Жоры Владимова
- 2012 — Написано Сергеем Довлатовым
- 2013 — ИЛЬФИПЕТРОВ
- 2015 — Сохрани мою речь навсегда (памяти Осипа Мандельштама)
- 2020 — Сокровенный человек (по мотивам произведений и биографии Андрея Платонова)
- В поисках Даниила Хармса (в работе, выпуск намечен на 2024 год)

## Выставки
- 2016 — «Одноэтажная Америка: основано на реальных событиях» в Московском музее современного искусства[21]
- 2017 — «От руки, часть первая» в Доме-музее Марины Цветаевой[22]
- 2018 — «От руки, часть вторая» в Доме-музее Марины Цветаевой)[23]
- 2019 — «Сохрани мою речь навсегда» к годовщине гибели Осипа Мандельштама в Еврейском музее и центре толерантности[24]
- 2019—2020 — «Илья Ильф — прописан в Москве! История одной комнаты» в Музее Михаила Булгакова[25]
- 2020 — «Илья Ильф — одесский москвич! Писатель с фотоаппаратом» в Центре Гиляровского[26][27]

### Разовые проекты
- Режиссёр и организатор съёмки вечера памяти Михаила Генделева из цикла «Стихи про меня» с Аней Герасимовой (Умкой) и других.
- Автор и режиссёр композиции для голоса и трубы памяти Осипа и Надежды Мандельштам «Сохрани мою речь навсегда» в исполнении Юлии Рутберг и Вячеслава Гайворонского к годовщине гибели Осипа Мандельштама.
- Соавтор текстов песен для альбома «Мы станем лучше» группы «Сансара»[28].
- По приглашению Олега Нестерова подбирал тексты к альбому «Ноябрь» группы «Мегаполис».
- Куратор аукциона «Рок-самиздат», на который было выставлено собрание музыкального продюсера и журналиста Александра Кушнира. В итоге, коллекция была приобретена самим Либеровым и Иваном Ефимовым, и в настоящее время пополняется с целью создания Музея русского рока. К аукциону ограниченным тиражом был выпущен каталог рок-самиздата в СССР.
- Автор и продюсер трибьют-альбома «Сохрани мою речь навсегда» к 130-летию Осипа Мандельштама, в записи которого приняли участие Alina Pash, Женя Мильковский (Нервы), Свидание, Илья Лагутенко и Кудамир Катица, Zoloto, Shortparis, Леонид Агутин, Мгзавреби, IOWA, Алина Орлова, Daniel Shake, Порнофильмы, Александр Маноцков, OQJAV, Tequilajazzz, Noize MC, Билли Новик и Петербургский джазовый актив, О! Марго feat. Обе две, Сансара, Oxxxymiron и Курара.